# Chryséis
Pour les articles homonymes, voir Chryséis (homonymie).

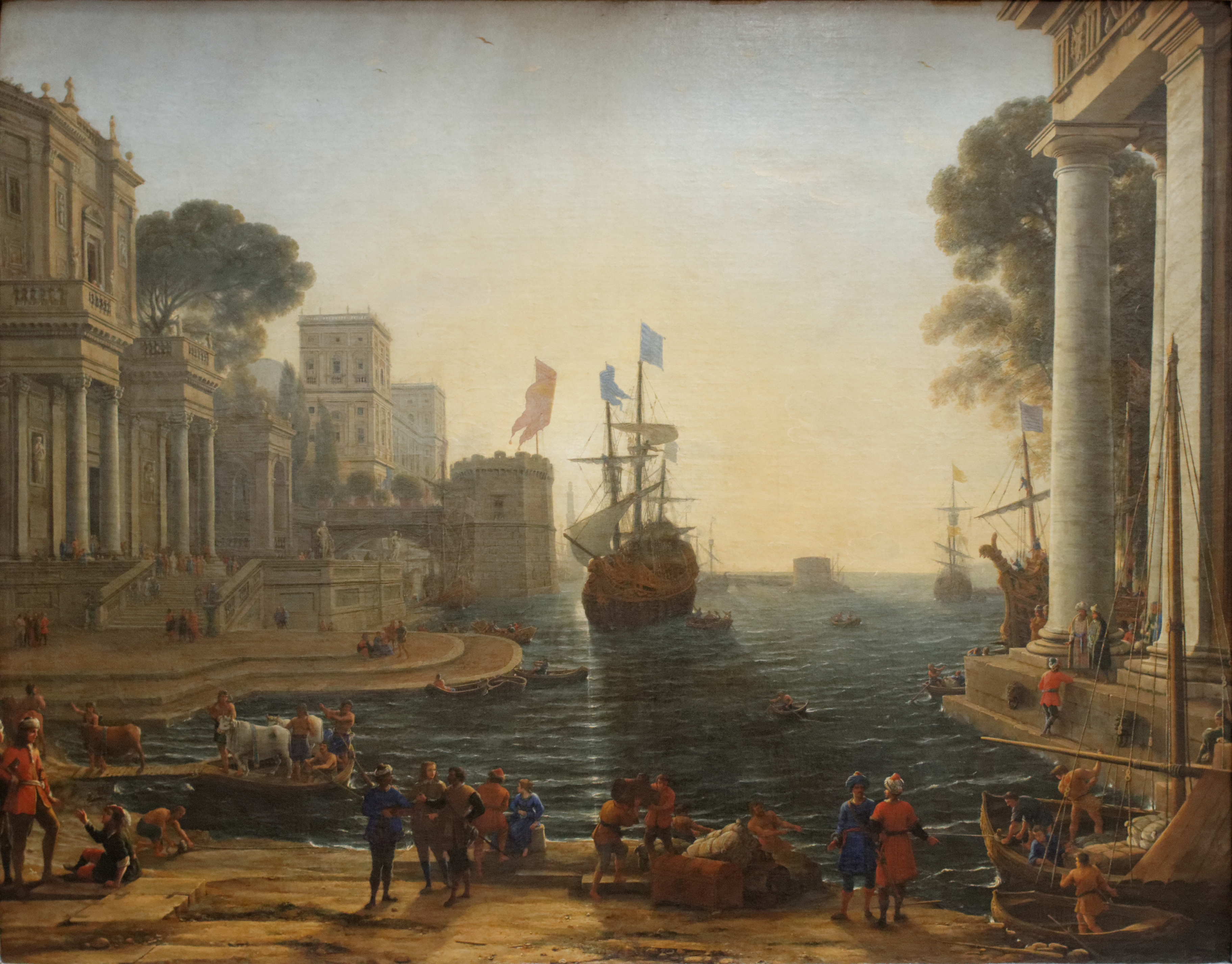
Effet de perspective dans Ulysse remet Chryséis à son père du Lorrain, vers 1644.

Fille de Chrysès, grand prêtre d'Apollon, Chryséis (en grec ancien Χρυσηΐς / Khrusêîs, mot à mot « fille de Chrysès » ; quelques auteurs tardifs la nomment Astynomé (Ἀστυνόμη / Astunnómê), « protectrice de la ville ») est une jeune femme aux yeux d'ébène, belle et intelligente, originaire de Chrysè, ville de Mysie.
Chryséis apparaît dans le premier chant de l'Iliade. Capturée par Achille lors du pillage de Thébé sous le Placos, elle est attribuée par la suite à Agamemnon, roi des rois, dirigeant la première partie de la guerre de Troie. Ce dernier ne la restitua que contre Briséis, bien-aimée d'Achille.

## Mythe
Pendant la guerre de Troie, parallèlement aux combats, la stratégie des Grecs consistait également à couper le ravitaillement ennemi. Cette stratégie mena au pillage de onze cités, dont Chrysè, pillage pendant lequel Épistrophe fut tué par Achille. Chryséis est quant à elle enlevée par Achille, mais attribuée par la suite à Agamemnon.
Agamemnon en fait sa concubine et dit publiquement la préférer à Clytemnestre, son épouse légitime : « Elle ne lui est inférieure ni par le corps, ni par la taille, ni par l’intelligence, ni par l’habileté aux travaux. » Lorsque Chrysès, son père, vient la réclamer moyennant une énorme rançon, Agamemnon humilie le vieux Chrysès et le menace même de mort, impressionnant tant les Grecs que les Achéens par cet outrage fait à un grand prêtre.
Chrysès conjure alors Apollon — qui est également le dieu qui contribua à la naissance de Troie — de le venger. Le dieu lui donne satisfaction en envoyant une épidémie, dévaster le camp des Grecs durant neuf jours. Le dixième jour, Achille convoque les Grecs pour consulter le devin Calchas,. Craignant pour sa vie, ce dernier s'assure d'abord de la protection d'Achille avant de confirmer que la fureur d’Apollon ne s’apaiserait que lorsque Chryséis sera rendue à son père, sans rançon ni présent et lorsque Agamemnon aura dédié dans la ville de Chrysé une hécatombe à Apollon.
Achille fait pression sur Agamemnon mais ce dernier refuse de la rendre sans contrepartie à la hauteur de son rang et adéquate à sa perte, donc prélevée sur le butin des autres champions : il exige Briséis, captive d'Achille, à laquelle ce héros est attaché. Furieux, Achille se révolte contre Agamemnon, et s’apprête même à le tuer, mais Athéna arrête son bras. Achille rengaine son glaive et prédit à Agamemnon le massacre des Grecs — un vœu que Zeus exauce sur l'intervention de Thétis.
Agamemnon renvoie ainsi Chryséis auprès de son père dans un vaisseau dirigé par Ulysse,, tandis qu'Achille se retire dans sa tente et que Patrocle raccompagne Briséis.
Une légende grecque tardive, relatée par Hygin, auteur latin de l'époque augustéenne, raconte que Chryséis, enceinte par la suite, prétendit l'être d'Apollon lui-même. Elle mit au monde un fils, Chrysès II. Chryséis ne lui indiqua jamais le nom de son père. Il devint prêtre-roi de Sminthe. Ce n'est que plus tard qu'Oreste et Iphigénie, ayant relâché dans cette île à leur retour de la Tauride, dévoilent à Chrysès le mystère de sa naissance, et tous trois alors se dirigent vers Mycènes.

## Sources
- Eschyle, Agamemnon [détail des éditions] [lire en ligne] (v. 1439).
- Homère, Iliade [détail des éditions] [lire en ligne] (I ; 111 ; 143 ; 182 ; 369 ; 439).
- L''Iliade, traduction nouvelle, entièrement conforme au texte grec, par Eugène Bareste (1814-1861), Ed. Lavigne 1843, lire en ligne
- L'Iliade, traduction nouvelle par M. Dugas-Montbel, Imprimerie de P. Didot l'Aîné Paris.1815. . 1 vol., 397 pages. lire en ligne
- Hygin, Fables [détail des éditions] [(la) lire en ligne] (CXXI, 3).
- Danièle Thibault, La guerre en deçà et au-delà de l’épopée, La colère d’Achille : au cœur de l'Iliade, lire en ligne